# Pfeiffergambiet
Het Pfeiffergambiet is in de opening van een schaakpartij een variant van het tweepaardenspel en het is ingedeeld bij de open spelen.
Het gambiet heeft de volgende beginzetten: 1.e4 e5 2.Pf3 Pc6 3.Lc4 Pf6 4.0-0 Pxe4.
Eco-code C 55.